# 4500-serien
Lista över Knäppupp AB:s singlar/EP som släpptes ut med knäppuppetiketten i 4500-serien.
Knäppuppsingel/ep nr:
- 4501 Siskorna i björken (Povel Ramel)
- 4502 En hand, en kyss, ett hjärta (Mari Ade)
- 4503 Italiensk Sallad (Gunwer Bergqvist)
- 4504 Släkthuset (Povel Ramel och Gunwer Bergqvist)
- 4505 När plommonen blomma
- 4506
- 4507
- 4508
- 4509
- 4510
- 4511
- 4512 Säg godnatt i en vals (Bertil Boo)
- 4513 Allt beror på dig (Bertil Boo)
- 4514 The day isn't long enough (Flickery Flies)
- 4515 Junibruden (Mari Ade)
- 4516 Le grand tour de l'amour (Brita Borg)
- 4517 Natttuppen (Pekka Langer)
- 4518 Änglaklockor (Bertil Boo)
- 4519 Povel Ramels julskiva (Troligen ej inspelad. Annonserad (som 30 cm) för utgivning i dec 1955)
- 4520 Rödluvan (Brita Borg)
- 4521 Den dåliga (Brita Borg)
- 4522 Drevet går drevet går (Povel Ramel och Gunwer Bergqvist) finns också på KNEP serien som KNEP 3
- 4523 Alla vackra jäntors hambo (Mari Ade)
- 4524 Mambo Bacan (Sophia Lorén)
- 4525 Jag ville vara 17 år (Bertil Boo)
- 4526 Var ska din skrattgrop bli (Brita Borg)
- 4527 I morrn är våren här (Bertil Boo och Brita Borg)
- 4528 Älska mig (Bertil Boo)
- 4529 Var är tvålen (Povel Ramel)
- 4530 Auf Wiedersehn min vän (Bertil Boo)
- 4531 Underbart är kort (Povel Ramel)
- 4532 Aj vad jag är kär (Gunwer Bergqvist)
- 4533 Ypacarai (Christian Bratt)
- 4534 Den gamla gungstolen (Bertil Boo)
- 4535 Mer än du någonsin tror (Bertil Boo)
- 4536 Kär kär kär (i dej) (Brita Borg)
- 4537 Bjud på lyckan (Flickery Flies)
- 4538 Anastasia (Bertil Boo)
- 4539 You go to my head (Brita Borg)
- 4540 En glad baion (Inger Berggren)
- 4541 Glada musikanter (Brita Borg)
- 4542 Pappa (Gunwer Bergqvist)
- 4543 Tio små vikingar (Povel Ramel)
- 4544 Åsnesången (Inger Berggren)
- 4545 Det är min melodi (Inger Berggren)
- 4546
- 4547
- 4548 Jag räknar dina fräknar (Bunny Blom till Hans Blom och hans blommor)
- 4549 The purjolök song (Povel Ramel)
- 4550 Goodbye, Jimmy goodbye (Inger Berggren)
- 4551
- 4552 Cerasella (Inger Berggren)
- 4553 Vad som än händer (Inger Berggren)
- 4554 Ring-a-ling-a-lario (Bob Ellis)
- 4555 Souvenirs (Lily Berglund)
- 4556 Concert d'amour (Inger Berggren)
- 4557 Lullabye i ragtime (Brita Borg)
- 4558 Underbar så underbar (Inger Berggren)
- 4559
- 4560 Måste vägen till curaco gynga så (Povel Ramel)
- 4561
- 4562
- 4563 Bara mamma vill inte förstå (Inger Berggren)
- 4564
- 4565 Rosor (Lily Berglund)
- 4566 Oj då, kära nån (Hasse Alfredson)
- 4567 Calcutta (Bob Ellis)
- 4568 Kristallen den fina (Monica Sjöholm och Sven-Erik Mårdstam)
- 4569 Han är min tyrann (Monica Nielsen)
- 4570 Så länge skutan kan gå (Inger Berggren)
- 4571 Livet är stenkul (Gunwer Bergkvist)
- 4572 Birgitte bardot (Rubito Dallas)
- 4573 If i had a hammer (the Q Brothers och Chilos)
- 4574 Twist twist (The Q-brothers)
- 4575 Söderns son "Skånska Lasse" (The Brothers)
- 4576
- 4577
- 4578
- 4579
- 4580 Det är så dags (Brita Borg)
- 4581 Skräm ej himlens änglar (Brita Borg)
- 4582 En guldplatta (Tosse Bark)
- 4583 Ekvatorsången (Brita Borg)
- 4584 Trivsel i trafiken (Arve Opsahl)
- 4585 De' ä' någe' visst me' de'! (Åke Grönberg)
- 4586 Fanny hill (Inga Gill)
- 4587 En ren familjeprodukt (Povel Ramel och Mikael Ramel)
- 4588 I don't care (Mikael Ramel)
- 4589 Varför Är Där Ingen Is Till Punschen (Povel Ramel)
- 4590 Midnight hour (Mikael Ramel)
- 4591 Bara ett par dar (Streampacket)
- 4592 Blow your horn (B och P)
- 4593 Hootenanny-hoo (Sam J Lundwall)
- 4594 Hålla någon kär (Early Birds - sång: Jan Johansson)
- 4595 Det ordnar sig alltid (Sune Mangs)
- 4596 Hoppas du förstår (Jan Jerry och Jurgen)
- 4597 Du é så ahidd elibipp (Michael B Tretow)
- 4598 Människan (Jan, Jerry & Jörgen)
- 4599 This is your family (Mikael Ramel och Michael B Tretow)
- 4600 She's down (Mikael Ramel)
- 4601 Visan om mina vänner (Monica Zetterlund, Lissi Alandh)
- 4602 Det gamla gänget (Povel Ramel, Lissi Alandh, Lars Ekborg...)
- 4603 Fruitseller oldman's song (Mikael Ramel)
- 4604 Olle olé (Garvis)
- 4605 Kom tillbaks... (Sune Mangs)
- 4606 Broschnevs folkets park (Michael B Tretow)
- 4607 Ljuset (Jan, Jerry & Jörgen)
- 4608 Jo, jo, Johanna Johansson (Sune Mangs)
- 4609 Min gamla rostiga cykel (Jan Jerry och Jurgen)
- 4610 Vilken underbar värld (Garvis' showband)
- 4611 Kärlek och solsken och du (Garvis' showband)
- 4612 Söker du... (Sam J Lundwall)
- 4613 Lisa, min Lisa (Michael B Tretow)
- 4614 Första andra tredje (Jan Jerry och Jurgen)
- 4615 Amanda i Haparanda (Sune Mangs)
- 4616 Man och kvinna (Garvis' showband)
- 4617
- 4618
- 4619
- 4620